# Quinto Vicentino
Quinto Vicentino ist eine nordostitalienische Gemeinde (comune) mit 5811 Einwohnern (Stand 31. Dezember 2023) in der Provinz Vicenza in Venetien. Die Gemeinde liegt etwa 6,5 Kilometer nordöstlich von Vicenza und grenzt unmittelbar an die Provinz Padua. Durch Quinto Vicentino fließt die Tesina.

## Geschichte
Zwischen 1545 und 1546 errichtete Andrea Palladio hier die Villa Thiene.

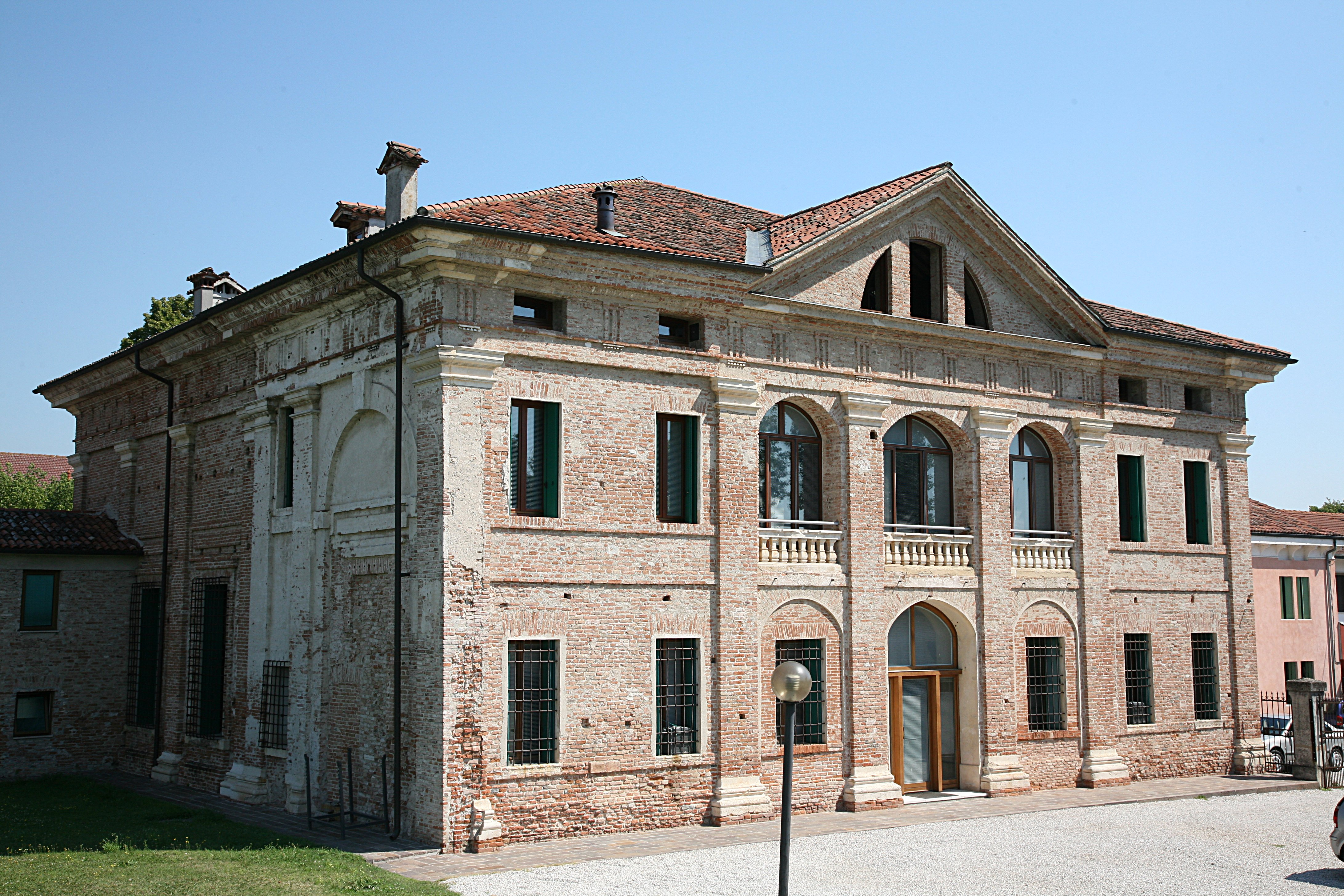
Villa Thiene in Quinto Vicentino

Bis 1867 hieß die Gemeinde einfach nur Quinto.

## Persönlichkeiten
- Urbano Lazzaro (1924–2006), Widerstandskämpfer

## Verkehr
Durch die Gemeinde führt die Autostrada 31 sowie die Strada Statale 53 Postumia.